# Zoubida Bouazoug
Zoubida Bouazoug (sinh ngày 25 tháng 1 năm 1976) là một Judoka người Algérie đã giành huy chương đồng trong + 70   hạng cân kg ở cả Paralympics mùa hè 2008 và 2012.

## Nghề nghiệp
Zoubida Bouazoug sinh ngày 25 tháng 1 năm 1976 và tiếp tục đại diện cho Algérie trong môn judo. Cô tham gia +70 phụ nữ   giải đấu kg tại Paralympic mùa hè 2008 ở Bắc Kinh, Trung Quốc. Cô nhận được một lời tạm biệt thông qua các vòng đầu tiên, và phải đối mặt với Trung Quốc judoka Yuan Yanping trong trận bán kết. Bouazoug thua trận, và thay vào đó phải đối mặt với Sara de Pinies của Tây Ban Nha trong một trận tranh huy chương đồng. Cô đã giành được chiến thắng và huy chương.
Tại Đại hội Thể thao Thế giới IBSA ở Antalya, Thổ Nhĩ Kỳ, Bouazoug đã thi đấu ở cả + 70 kg và dưới 78 kg. Cô đã hoàn thành thứ năm trong + 70 kg, và giành huy chương bạc ở hạng cân dưới 78 kg. Thi đấu tại Thế vận hội Paralympic 2012 ở London, Anh, Bouazoug đã chiến đấu với Yanping ở vòng đầu tiên, người đã giành được huy chương vàng tại Bắc Kinh. Yanping đánh bại Bouazoug và tiếp tục giữ danh hiệu của mình ở London. Bouazoug trong khi đó đã làm việc theo cách của mình thông qua việc tái bản. Cô đã chiến đấu cho một huy chương đồng chống lại Celine Manzuoli của Pháp. Bouazoug đã thắng trận đấu và huy chương, đánh bại Manzuoli bởi waza-ari.